# Austrophyllum charcoti
Austrophyllum charcoti är en ringmaskart som först beskrevs av Gravier 1911.  Austrophyllum charcoti ingår i släktet Austrophyllum och familjen Phyllodocidae.
Artens utbredningsområde är havet kring Nya Zeeland. Inga underarter finns listade i Catalogue of Life.